# Йосіноґарі (Саґа)

33°19′16″ пн. ш. 130°23′56″ сх. д. / 33.32111° пн. ш. 130.39889° сх. д.
Йосіноґарі (яп. 吉野ヶ里町) — містечко в Японії, в повіті Кандзакі префектури Саґа.